# 데스티니 우도기
이예노마 데스티니 우도기(이탈리아어: Iyenoma Destiny Udogie, 이탈리아어 발음: [ˈdɛstini uˈdɔːɡi], 2002년 11월 28일~)는 이탈리아의 축구 선수로 포지션은 왼쪽 풀백이다. 현재 프리미어리그의 토트넘 홋스퍼와 이탈리아 축구 국가대표팀에서 활동하고 있다.

## 어린 시절
데스티니 우도기는 2002년 11월 28일 이탈리아의 베로나에서 나이지리아에서 이탈리아로 이주한 아버지 프랭클린(영어: Franklin)과 어머니 케이트(영어: Kate) 사이에서 태어났다. 케이트는 우도기가 집안에 있는 모든 물건들을 차는 것을 보고 그가 축구에 대한 열정을 가지고 있다는 것을 알아냈고 그녀를 포함한 가족들이 우도기가 축구 선수로 활동할 수 있도록 그를 지원했다.

## 구단 경력

### 엘라스 베로나
우도기는 엘라스 베로나 유소년팀에서 성장하였고 2020년 11월 8일 2-2로 비긴 밀란과의 원정 경기에서 세리에 A 데뷔전을 치렀다.

### 우디네세
2021년 7월 15일, 우도기는 시즌 종료 후 의무적으로 발동될 완전 영입 옵션과 함께 우디네세로 임대 이적했다. 데뷔 시즌 동안, 그는 주로 왼쪽 윙백으로 활동하며 총 37경기에 출전해 5골을 득점했다.

### 토트넘 홋스퍼
2022년 8월 16일, 토트넘 홋스퍼는 우도기와 2027년까지 계약을 체결했다고 발표했다. 그는 즉시 2022-23 1시즌간 본래 소속팀인 우디네세로 임대되었다.
2024년 7월 22일 우도기는 등번호를 38번에서 13번으로 교체했다.

## 국가대표팀 경력
우도기는 2018년 이탈리아 U-16 축구 국가대표팀에 데뷔하며 이탈리아 연령별 국가대표 경력을 시작했다. 그는 2019년 UEFA U-17 축구 선수권 대회에 출전해 81분 프랑스 U-17 축구 국가대표팀을 상대로 득점을 기록하며 이탈리아 연령별 대표팀에서 첫 번째 득점을 기록했다. 2021년 9월 3일, 그는 이탈리아 U-21 축구 국가대표팀이 룩셈부르크 U-21 축구 국가대표팀에 3-0으로 이긴 2023년 UEFA U-21 축구 선수권 대회 예선에서 선발로 출전하며 이탈리아 U-21 대표팀 데뷔전을 치렀다.
2023년 10월 6일, 우도기는 이탈리아 축구 국가대표팀의 감독 루차노 스팔레티에 의해 몰타 축구 국가대표팀과 잉글랜드 축구 국가대표팀과의 UEFA 유로 2024 예선에 출전하는 이탈리아 성인 대표팀에 소집되었다. 그는 2023년 10월 14일 이탈리아가 몰타를 4대 0으로 이긴 경기에서 79분에 페데리코 디마르코와 교체되어 경기에 투입되며 이탈리아 성인 대표팀 데뷔전을 가졌고 93분 다비데 프라테시의 득점을 도우며 데뷔전에서 1도움을 기록했다. 그는 10월 17일 웸블리 스타디움에서 대표팀 첫 선발전을 가졌고 이탈리아는 잉글랜드에 1대 3으로 패배했다.

## 사생활
우도기의 이름 이예노마(이탈리아어: Iyenoma)는 나이지리아에서 '좋은 소식'을 의미한다.

## 수상
토트넘 홋스퍼
- UEFA 유로파리그: 2024–25